# Inocêncio Romeiro Enes
Inocêncio Romeiro Enes (Cinco Ribeiras, 26 de Outubro de 1892 – Altares, 31 de Janeiro de 1982) foi um sacerdote católico, durante 61 anos pároco da freguesia dos Altares, Açores, que se notabilizou pelos seus estudos sobre etnografia e história local. Foi sócio de número do Instituto Histórico da Ilha Terceira, sendo autor de diversas obras de carácter etnográfico e histórico.

## Biografia
Inocêncio Enes nasceu na freguesia das Cinco Ribeiras, concelho de Angra do Heroísmo, a 26 de Outubro de 1892, filho de António Coelho Romeiro Enes e de sua mulher Jerónima do Coração de Jesus, uma família de modestos lavradores.
Tendo demonstrado interesse no estudo e invulgar capacidade de aprendizagem foi encaminhado para o Seminário Episcopal de Angra, já que aquele estabelecimento era o único que recebia regularmente alunos das zonas rurais açorianas para estudos além da 4.ª classe. Iniciou os seus estudos no ano lectivo de 1905/1906, quando aquele estabelecimento ainda funcionava no extinto Convento de São Francisco de Angra, partilhando as instalações com o Liceu.
A partir de Outubro de 1910, com a implantação da República Portuguesa e a disputa entre o novo poder político e a Igreja Católica que se seguiu à separação entre o Estado e a Igreja, com nacionalização dos bens eclesiásticos, o Seminário foi desalojado, passando os seminaristas a ter aulas em edifícios vários, incluindo, em muitos casos, a residência dos professores. Estes tempos difíceis moldaram a firmeza de carácter dos seminaristas de então, entre os quais se distinguia Inocêncio Enes.
Completos os estudos teológicos, fez a sua habilitação de genere a 18 de Março de 1915, sendo julgado procedente. Recebeu na Sé Catedral de Angra a 30 de Maio daquele ano a prima tonsura e os quatro graus das ordens menores.
Recebeu o subdiaconado e o diaconada a 20 e a 27 de Junho de 1915, respectivamente. Foi ordenado a 29 de Junho de 1915 pelo bispo de Angra D. Manuel Damasceno da Costa.
Tendo concluído com brilho os seus estudos eclesiásticos, foi logo após a ordenação nomeado secretário do bispo diocesano, cargo que manteve até 1918. Nesse ano foi nomeado coadjutor da Ribeirinha, na ilha Terceira, iniciando ali a sua carreira paroquial.
A 11 de Novembro de 1920 foi nomeado pároco dos Altares, tomando posse do cargo em Dezembro daquele mesmo ano. Esta seria a sua primeira e única nomeação paroquial, já que permaneceu na paróquia de São Roque dos Altares durante os 61 anos seguintes, apenas sendo coadjuvado nos seus anos finais.
Como pároco dos Altares, Inocêncio Enes desenvolveu uma acção notável tanto no campo espiritual como no temporal, introduzindo assinaláveis melhorias na igreja paroquial e construindo um novo passal. Envolveu-se profundamente na actividade cultural da freguesia, criando um conjunto de movimentos que sob a sua liderança trouxeram um reviver de tradições e costumes que se encontravam em declínio. Este pendor para a etnologia reflectiu-se na publicação de numerosos artigos sobre os usos e costumes da freguesia e sobre a história local.
Este labor mereceu-lhe a eleição para sócio de número do Instituto Histórico da Ilha Terceira, na sessão de 20 de Março de 1948, passando a colaborar nas actividades académicas daquela instituição e a publicar regularmente no respectivo Boletim. Também, aquando da fundação do Instituto Açoriano de Cultura foi convidado para sócio, colaborando nas iniciativas sócio-culturais promovidas por aquele instituto.
A sua notoriedade e capacidade de intervenção social valeram-lhe a distinção honorifica de ser nomeado Prelado Doméstico do papa João XXIII, a que corresponde o título de Monsenhor.
Vivia-se, nas décadas de 1930 e 1960, uma situação de dramática pobreza e opressão social nos Açores, a que se veio juntar a Guerra do Ultramar a partir de 1961. A única saída possível para mais de um terço da população açoriana foi a emigração, sendo as freguesias mais distantes dos centros urbanos, como os Altares, as comunidades mais atingidas. No período de 1950 a 1970 a freguesia perdeu cerca de 60% da sua população, primeiro por emigração para os Estados Unidos, em especial para a Califórnia, e depois para o Canadá.
Nessas circunstâncias sociais, sendo muito difícil o acesso a cuidados de saúde, Monsenhor Inocêncio foi o médico e o conselheiro do povo da freguesia e das povoações vizinhas, salvando as vidas de muitos dos seus paroquianos. Esta actividade granjeou-lhe grande simpatia e reconhecimento popular, apesar do seu feitio impulsivo e da inflexibilidade de carácter que exibia.
Contudo, quando, no início da década de 1960. a hierarquia católica decidiu disciplinar o funcionamento das Irmandades do Divino Espírito Santo, pondo em causa a sua independência e democraticidade intrínseca, gerou-se uma profunda divisão na igreja açoriana, com particular intensidade nas zonas rurais, onde o culto ao Divino Espírito Santo e o espírito joaquimita subjacente são mais fortes.
Nos Altares, com a maioria do povo a repudiar a normas emanadas pelo bispo, Monsenhor Inocêncio, apesar do seu prestígio, envolveu-se numa fortíssima polémica, que levou à divisão da freguesia em dois partidos: os contestatários das normas eclesiásticas, maioritários, que foram denominados os terroristas (estava-se no início da Guerra do Ultramar e a palavra acabava de entrar no léxico popular), e os seguidores da liderança do pároco, denominados os saiotes, por alusão às vestes talares do padre que seguiam.
O resultado desta polémica foi severo para a vida social e cultural dos Altares, com o desmembramento de todas as instituições da freguesia e o nascimento de uma profunda rivalidade entre os partidos que deu aos bodos do Espírito Santo da freguesia um fulgor nunca antes, nem depois, visto.
A desistência dos intentos reformadores do culto do Divino Espírito Santo, a implantação da democracia em 1974 e sangria causada pela emigração, criaram finalmente condições de apaziguamento, e Monsenhor Inocêncio Enes retomou parte do seu anterior prestígio, embora tenha ficado profundamente marcado pelos anos de polémica.
Aquando do seu falecimento, a 31 de Janeiro de 1982, já era novamente claro o reconhecimento dos seus méritos e o grande valor cultural da sua obra etnográfica e histórica.
Foi objecto de numerosas homenagens e mantêm-se ainda como uma referência de homem culto e recto.